# الدرر المنتثرة في الأحاديث المشتهرة

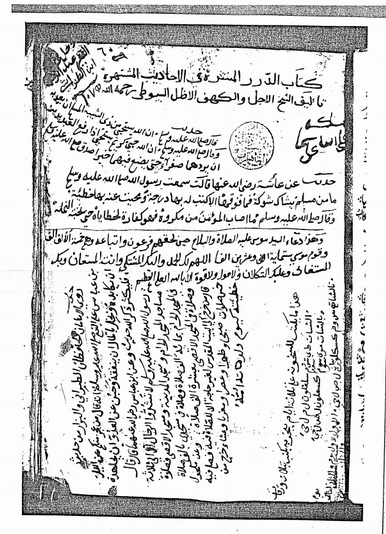
صورة غلاف الكتاب

الدرر المنتثرة في الأحاديث المشتهرة هو أحد كتب الحديث، ألفه الحافظ جلال الدين السيوطي (849-911)، يعتبر الكتاب بيان لحال بعض الأحاديث المنتشرة على السنة العامة ومن ضاهاهم من الفقهاء وبيان مالا أصل له من ذلك وغيره، وقد ألف الإمام الزركشي كتابا لطيفا في ذلك وتعقبه السيوطي بهذا الكتاب فنقح ما فيه وزاد عليه ونكت وأفاد.
ويقول الحافظ جلال الدين السيوطي معللا سبب تأليفه لكتابه الدرر المنتثرة في الأحاديث المشتهرة 
| الدرر المنتثرة في الأحاديث المشتهرة | الحمد لله تعظيما لشأنه والصلاة والسلام على محمد وآله وأصحابه وأنصاره وأعوانه وبعد: فإن المهم بيان حال الأحاديث التي اشتهرت على ألسنة العامة ومن ضاهاهم من الفقهاء الذين لا علم لهم بالحديث وبيان ماله أصل من ذلك من غيره. وقد ألف الشيخ بدر الدين الزركشي في ذلك كتابا لطيفا غير أنه محتاج إلى تنقيح وزيادة وتنكيت وإفادة فلخصته هنا مع زيادة الجم الغفير ونبهت على ما فيه اعتراض من كلامه وتنقير وميزت ما زدته بقولي " قلت " في أوله وب " انتهى " في آخره ورتبته على حروف المعجم ليكون أسهل في الكشف وسميته : (الدرر المنتثرة في الأحاديث المشتهرة) والله أسأل أن يدرجنا في حزبه ويجعلنا من المعدودين في أتباع هذا النبي الكريم وصحبه بمنه آمين | الدرر المنتثرة في الأحاديث المشتهرة |